# Dywan Sierpińskiego

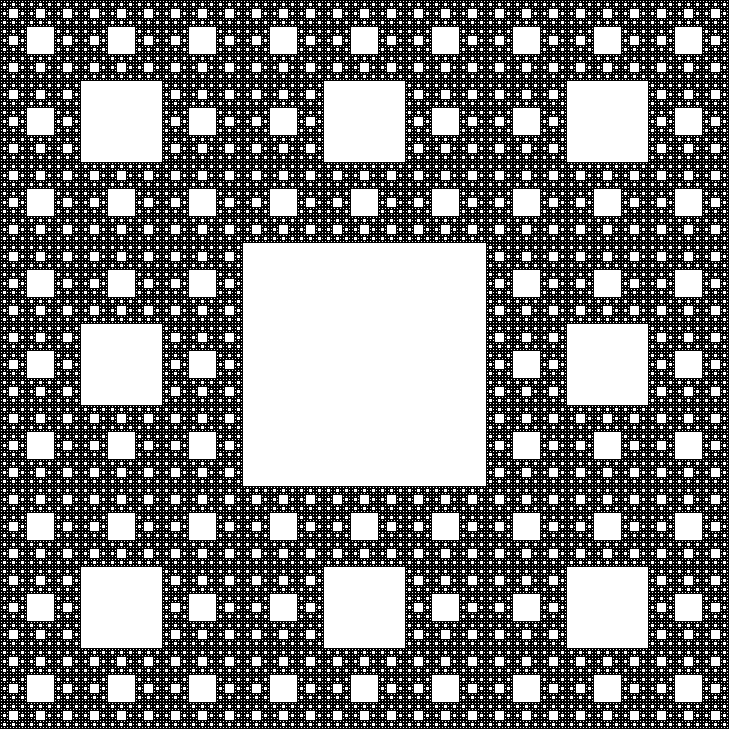
Dywan Sierpińskiego po 6 krokach

Dywan Sierpińskiego – fraktal otrzymany z kwadratu za pomocą podzielenia go na dziewięć (3×3) mniejszych kwadratów, usunięcia środkowego kwadratu i ponownego rekurencyjnego zastosowania tej samej procedury do każdego z pozostałych ośmiu kwadratów. Nazwa pochodzi od nazwiska Wacława Sierpińskiego.

## Definicja formalna
Niech {\displaystyle D_{0}} będzie kwadratem jednostkowym na płaszczyźnie kartezjańskiej {\displaystyle \mathbb {R} ^{2},} czyli {\displaystyle D_{0}=\left\{\left(x,y\right)\in \mathbb {R} ^{2}|x,y\in \left[0,1\right]\right\}.}
Dla danego {\displaystyle n\in \mathbb {N} ,} mając zbiór {\displaystyle D_{n},} będący sumą {\displaystyle 8^{n}} kwadratów o bokach długości {\displaystyle {\frac {1}{3^{n}}}} i rozłącznych wnętrzach, definiujemy zbiór {\displaystyle D_{n+1},} będący sumą {\displaystyle 8^{n+1}} kwadratów o bokach długości {\displaystyle {\frac {1}{3^{n+1}}}} i rozłącznych wnętrzach następująco:
każdy z kwadratów, których sumą jest zbiór {\displaystyle D_{n}} dzielimy na 9 kwadratów o bokach długości {\displaystyle {\frac {1}{3^{n+1}}}} i rozłącznych wnętrzach i usuwamy ze zbioru {\displaystyle D_{n}} wnętrza środkowych kwadratów.
Dywan Sierpińskiego D jest częścią wspólną ciągu zbiorów {\displaystyle D_{n}{:}}
{\displaystyle D=\bigcap \limits _{n\in \mathbb {N} }D_{n}.}

### Alternatywna definicja
Dywan Sierpińskiego jest domknięciem zbioru punktów {\displaystyle (x,y)\in \mathbb {R} ^{2},\ 0\leqslant x\leqslant 1,0\leqslant y\leqslant 1,} takich że w rozwinięciu liczb {\displaystyle x} i {\displaystyle y} w trójkowym systemie liczbowym nigdzie nie występuje cyfra 1 na tym samym miejscu po przecinku.
Topologicznym dywanem Sierpińskiego nazywamy każdą przestrzeń topologiczną homeomorficzną z powyżej zdefiniowanym dywanem Sierpińskiego.

## Własności dywanu Sierpińskiego
- Wymiar fraktalny dywanu Sierpińskiego wynosi {\displaystyle {\log(8)/\log(3)}\approx 1{,}8928.}
- Pole powierzchni dywanu Sierpińskiego jest zerowe.

Dowód: W kolejnych krokach konstrukcji fraktala usuwamy z każdego z kwadratów składowych środkowy kwadrat o polu 9 razy od niego mniejszym, pozostaje zaś z niego 8 kwadratów o łącznym polu równym {\displaystyle {\tfrac {8}{9}}} jego pola. Niech {\displaystyle S_{n}} oznacza pole zbioru {\displaystyle D_{n}.} Mamy zatem:
{\displaystyle S_{n+1}={\frac {8}{9}}S_{n},n=0,1,2,\dots ;S_{0}=1,}
skąd:
{\displaystyle S_{n}=\left({\frac {8}{9}}\right)^{n},n=0,1,2,\dots }
Zatem dla {\displaystyle n} dostatecznie dużych {\displaystyle S_{n}} jest dowolnie małe, co oznacza, że dywan Sierpińskiego zawarty jest w figurach o dowolnie małych polach powierzchni, musi zatem mieć zerowe pole powierzchni.
- Dywan Sierpińskiego jest przestrzenią uniwersalną dla krzywych płaskich, tzn. każde jednowymiarowe continuum na płaszczyźnie jest homeomorficzne z podzbiorem dywanu Sierpińskiego.